# Platja de Ponent (Premià de Mar)
La platja de Ponent és una platja urbana de la costa del Maresme, situada a ponent del municipi de Premià de Mar (Maresme). Limita a llevant amb un petit espigó que la separa de la platja de la Descàrrega, i a ponent amb la platja d'Ocata del municipi del Masnou. En paral·lel a la platja transcorren la via del tren i la carretera N-2. És més aviat estreta, depenent dels temporals, i en algunes zones l'accés a l'aigua és complicat per la presència d'unes grans roques a manera d'escullera. S'hi practica el nudisme. S'hi accedeix a peu des de la platja de la Descàrrega, per un passeig de terra que recorre l'arenal de punta a punta.
La platja ha sofert una regressió de la sorra, de la mateixa manera que les altres platges de la costa del Maresme, a causa de la construcció de la via del tren al segle XIX i la construcció dels ports esportius al segle xx, afegit a la pèrdua d'eficàcia de les rieres que subministraven la sorra, en ser urbanitzades. El Ministeri d'Agricultura i Pesca, Alimentació i Medi Ambient té un projecte d'ampliar l'espigó de la platja de la Descàrrega i la construcció d'un altre espigó entre aquesta platja i la d'Ocata, per tal de retenir la sorra.